# Pinguicula calderoniae
Pinguicula calderoniae är en tätörtsväxtart som beskrevs av Zamudio. Pinguicula calderoniae ingår i släktet tätörter, och familjen tätörtsväxter. Inga underarter finns listade i Catalogue of Life.